# Fanny Diercxsens-Aubergé
Fanny Diercxsens-Aubergé (Chevannes, 15 februari 1882 – Herentals, 19 september 1953) werd in Frankrijk geboren als Fanny Aubergé. Ze trouwde in 1901 met de Kempense ondernemer Jules Diercxsens en kwam zo in Turnhout terecht. Ze was voorzitster van het Turnhoutse Rode Kruis en lid van het verzet tijdens de Eerste Wereldoorlog. Ze zette zich in voor de Turnhoutse kantnijverheid en richtte een eigen kantfirma op, La Campinoise.

## Biografie
Fanny Aubergé werd geboren in het Franse Chevannes op 15 februari 1882. Ze genoot een verpleegstersopleiding. In 1901 trouwde ze met Jules Diercxsens, telg van een ondernemersfamilie met onder meer een lakenweverij. Het koppel kreeg 3 kinderen: een zoon Alexandre en twee dochters, Elisabeth en Delphina. Als lid van de aanzienlijke familie Diercxsens kon Fanny een centrale rol spelen in het sociale leven van Turnhout, zowel als ondernemer in de kantnijverheid als als voorzitter van de Turnhoutse afdeling van het Rode Kruis. 

## Rode Kruis
Fanny Diercxsens was van 1908 tot 1946 voorzitster van de Turnhoutse afdeling van het Rode Kruis. Turnhout werd tijdens de Eerste Wereldoorlog overspoeld door vluchtelingen. Het Rode Kruis speelde, onder leiding van Fanny, een belangrijke rol bij de opvang van deze vluchtelingen. 

## Verzet tijdens de Eerste Wereldoorlog
Fanny was in het bezit van een Passierschein om, in opdracht van de Belgische overheid, de kantscholen van Baarle-Hertog en Ravels te inspecteren. Tijdens die verplaatsingen smokkelde ze regelmatig Nederlandse inlichtingen België in. Ook was ze actief betrokken bij het overbrengen van toekomstige Belgische soldaten naar Nederland en van soldatenbrieven aan hun familie. In 1916 werd Fanny opgepakt, gevangen gezet en veroordeeld tot 15 jaar dwangarbeid. Toen in het najaar van 1918 duidelijk werd dat Duitsland de oorlog zou verliezen, kregen de Belgische gevangenen amnestie en werd Fanny vrijgelaten.

## Kantnijverheid
Fanny Diercxsens wordt een ‘maternalistische ondernemer’ genoemd, wegens haar aandacht voor het welzijn van de Turnhoutse kantwerksters. Bij de oprichting van een modelkantschool in 1910 was ze actief betrokken, onder meer als fondsenwerver. Tijdens de Eerste Wereldoorlog deed ze grote inspanningen om de kantwerksters te bevoorraden van garen en te voorzien van opdrachten, zodat zij aan het werk konden blijven en hun gezin konden onderhouden. Fanny was nauw betrokken bij de productie en verhandeling van war lace, kantwerk met Engelse en Amerikaanse patriottische symbolen dat goed verkocht aan de geallieerden. Na de wapenstilstand viel de verkoop aan het buitenland echter stil. Daarom richtte Fanny in 1920 een eigen kantfirma op, La Campinoise. Dankzij haar investeringen en familieconnecties werd er opnieuw een klantenkring uitgebouwd, onder meer in de Verenigde Staten. Fanny blijft zich inzetten voor het sociale welzijn van de kantwerksters, onder meer door lid te worden van het Belgisch Kantsyndicaat. Deze kanthandel bleef bestaan tot de Tweede Wereldoorlog.

## Theaterstuk ‘Fanny’
In 2016 werd voor het eerst het theaterstuk ‘Fanny’ van schrijver Paul Stoops opgevoerd door Turnhoutse Grond. Het stuk werd geschreven in samenspraak met de nabestaanden van Fanny en vertelt het verhaal van haar verzetsdaden en de daarop volgende gevangenschap in de Eerste Wereldoorlog.